# S100A13
S100A13‏ (S100 calcium binding protein A13) هوَ بروتين يُشَفر بواسطة جين S100A13 في الإنسان.

## الوظيفة
البروتين المُشفّر بواسطة هذا الجين عضوٌ في عائلة بروتينات S100 التي تحتوي على نمطين لربط الكالسيوم من نوع EF-hand. تتمركز بروتينات S100 في سيتوبلازم و/أو نواة مجموعة واسعة من الخلايا، وتُشارك في تنظيم عدد من العمليات الخلوية مثل تطور دورة الخلية وتمايزها. تتضمن جينات S100 ما لا يقل عن 13 جينًا تقع كمجموعة على الكروموسوم 1q21. يُعبّر عن هذا البروتين على نطاق واسع في أنواع مختلفة من الأنسجة، مع مستوى تعبير عالٍ في الغدة الدرقية. في خلايا العضلات الملساء، يُعبّر هذا البروتين مع أعضاء أخرى من العائلة في النواة وفي ألياف الإجهاد، مما يُشير إلى وظائف مُتنوعة في نقل الإشارة. عُثر على مُتغيرات نسخ مُتضامة بديلة تُشفّر نفس البروتين لهذا الجين.

## التفاعل
لقد ثبت أن S100A13 يتفاعل مع SYT1 وFGF1.

## علم الأمراض
تم الكشف عن زيادة تنظيم S100A13 في سرطان الغدة الدرقية الحليمي الكيسي، كما تم إثبات ارتباط التعبير عن S100A13 ومقاومة العلاج الكيميائي في دراسة تحليل البروتينات للورم الميلانيني.